# Диак
Диа́к (от английской аббревиатуры DIAC: англ. diode for alternating current) — триггерный двухэлектродный элемент твердотельной электроники, представляющий собой структуру из нескольких полупроводниковых слоёв с чередующимися (p-, n-) типами легирования и обладающий симметричной относительно начала координат S-образной вольт-амперной характеристикой. Может рассматриваться как диодный симметричный тиристор или как симистор без управляющего вывода. Пришёл на смену динисторам, кроме сферы силовой электроники.

Диак как два динистора

Типичная характеристика диака

Вариант конструкции

Обычно диак состоит из двух антипараллельно интегрированных динисторных p-n-p-n-систем, где активна одна из частей прибора для каждой полярности внешнего напряжения, но бывают и иные конструкции, например пятислойная (p-n-p-n-p) по всей площади. Ввиду симметрии, понятия «анод» и «катод» для диодов данного класса не используются.
Механизм переключения диака такой же, как у динистора. Как только увеличиваемый от нуля ток внешнего генератора достигает пороговой величины, сопротивление обратносмещённых p-n-переходов начинает определяться не их барьерными свойствами, а наличием высокой концентрации носителей заряда, введённых за счет пропускаемого тока, из-за чего оно становится очень низким, а напряжение на всей структуре падает. На рисунке представлена истинная характеристика прибора, а также указаны практические значения критических параметров; если управление осуществляется напряжением, а не током, то на измеряемой характеристике будет наблюдаться гистерезис.
В схемотехнике диаки применяются в основном для запуска других ключевых элементов, например симисторов. Среди конкретных устройств, где используются такие приборы, — преобразователи напряжения в «компактных люминесцентных лампах» (лампах дневного света c встроенным в цоколь пускорегулирующим устройством типа импульсного источника питания).